# Michelnauer Tuff

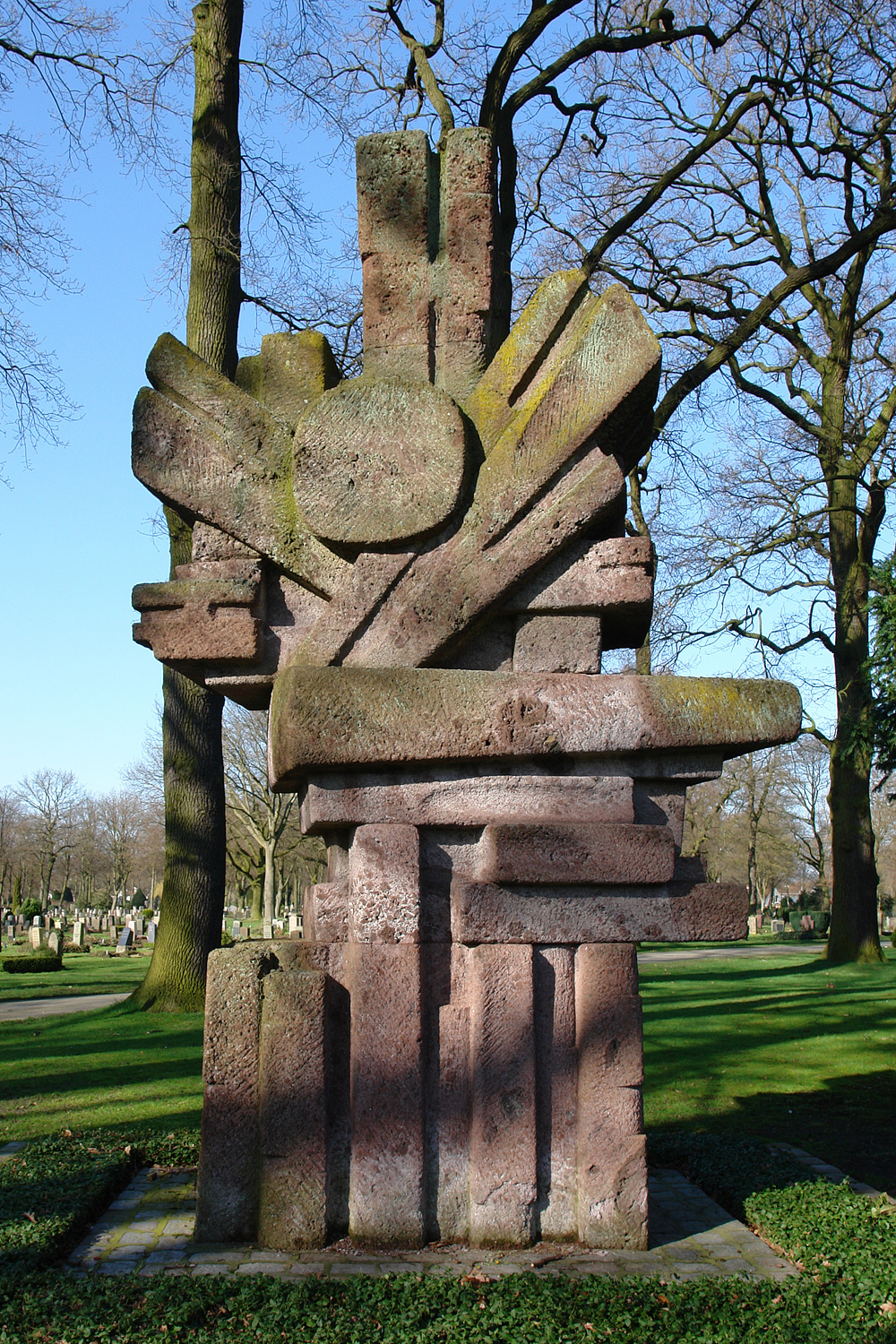
Denkmal für die Verteidiger der Bremer Räterepublik von Georg Arfmann aus Michelnauer Tuff

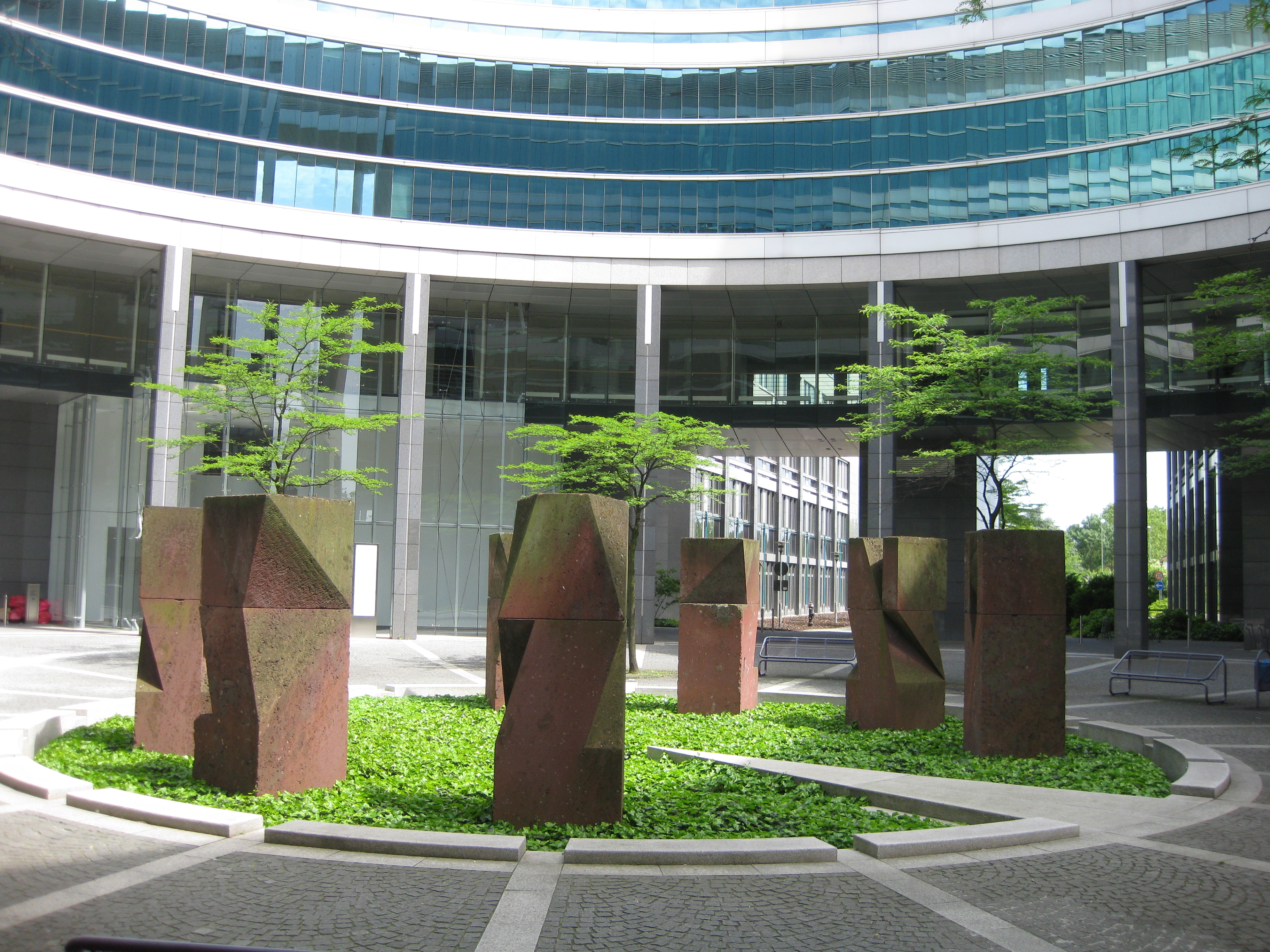
Skulpturen im Omega-Haus in Offenbach aus Michelnauer Tuff

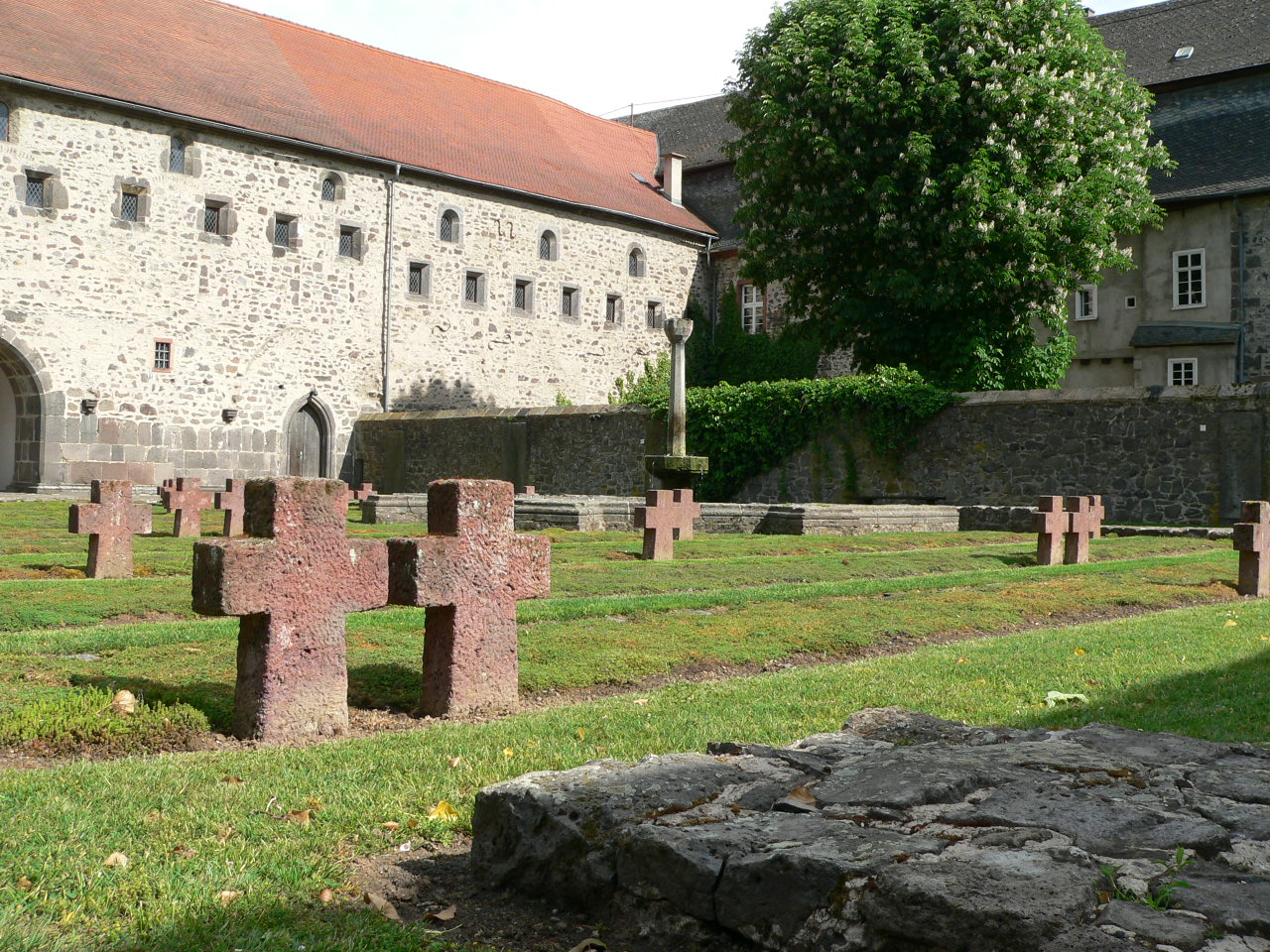
Gefallenkreuze auf dem Friedhof des Klosters Arnburg aus Michelnauer Tuff

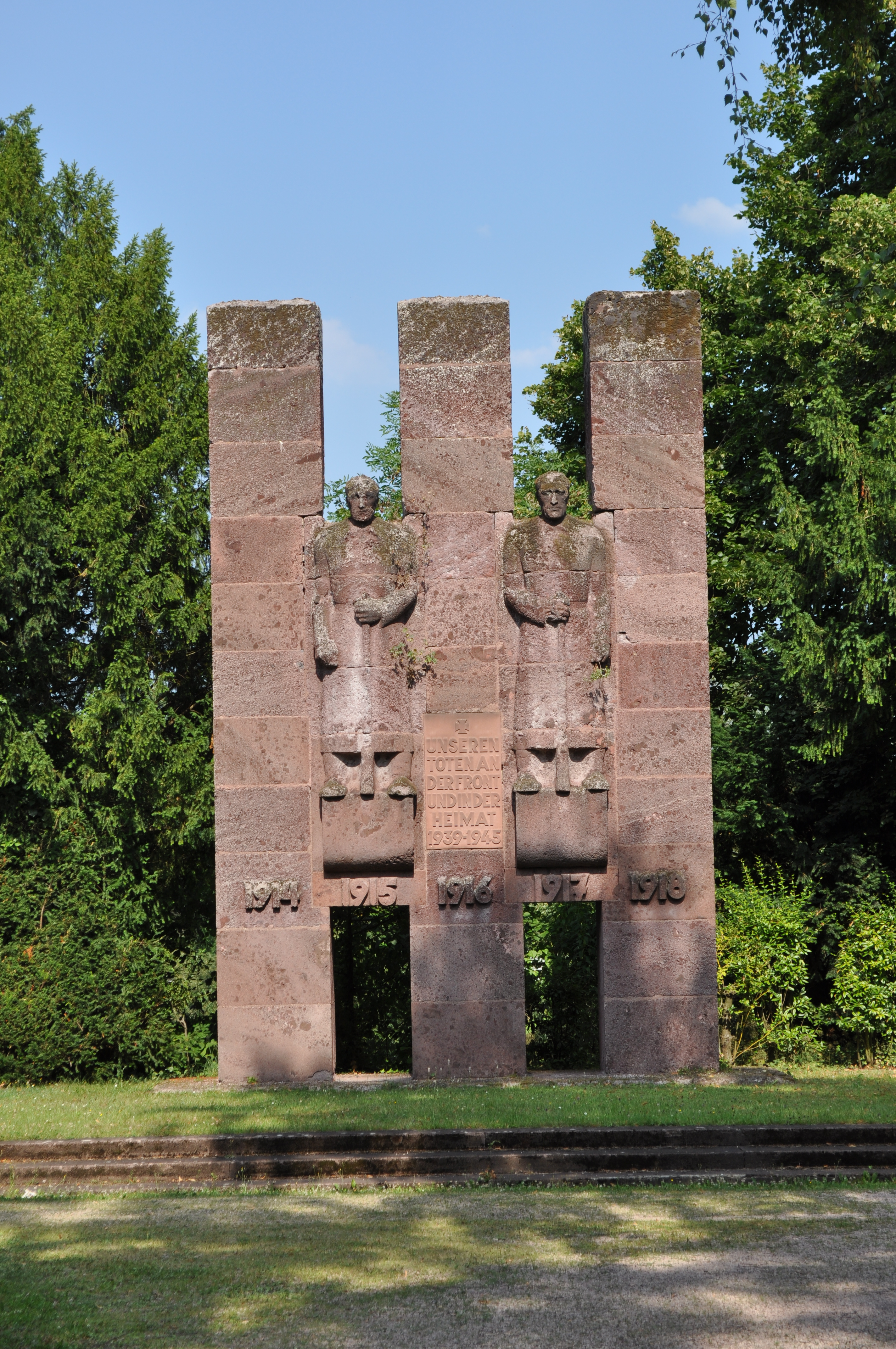
Kriegerdenkmal auf dem Friedhof Fechenheim in Frankfurt aus Michelnauer Tuff

Der Michelnauer Tuff, auch Basalt-Rotlava oder Rotlava und gesteinkundlich als Michelnauer Schlackenagglomerat bezeichnet, wurde bei Michelnau bei Nidda im Wetteraukreis in Hessen gebrochen. Das Gestein entstand im Tertiär vor etwa 15 Millionen Jahren. Der Steinbruch ist seit Mitte der 1990er Jahre nicht mehr im Betrieb.

## Vulkanologische Einordnung und Mineralbestand
Schlackenkegel sind nicht nur zahlreich, sondern auch die schnelllebigsten Vulkane der Welt. Während große Vulkane hunderte oder gar tausende von Jahren vor sich hinarbeiten, entstehen Schlackenkegel ruckzuck innerhalb von Tagen oder wenigen Wochen. Nur ganz wenige sind länger als ein Jahr aktiv. Sie bilden sich aus gasreichen Lavafetzen und Brocken, die hochgeschleudert werden und oft bereits erkalten, bevor sie den Boden erreichen. Deshalb verbinden sich diese Teilchen nicht miteinander, sondern bilden einen gleichmäßigen Kegel mit einem Krater in der Mitte. Die meisten sind nur 50 bis 200 Meter hoch und ihre Hangneigung beträgt unter 38 Grad. Man kann das am Bild eines Sandhaufens verdeutlichen, der sich nicht zu einem Steilhang schichten lässt, da ab einer bestimmten Steillage die lose Schlacke ins Rutschen gerät.
Der Schlackenvulkanismus im Vogelsberg ist im Falle von Michelnau ein singuläres Phänomen, in einem ehemaligen Steinbruch, der den Kraterrand des ehemaligen Schlackenkegels durchschneidet. Die Nähe zum Vulkanschlot erklärt auch die intensiv-rote Farbe des Gesteins: direkt nach der Ablagerung sind vulkanische Schlacken schwarz. In diesem Fall aber wurde das Material, das am Rand der glutheißen Öffnung des Vulkanschlotes lag, von den heißen vulkanischen Gasen aus dem  Erdinnern durchströmt. Dass Gestein ist dabei in Teilen verwittert und das im Gestein enthaltene Eisen wurde freigesetzt. Es oxidierte und das dabei entstandene Mineral Hämatit verursachte den besonderen Farbton von rötlich bis rötlichgrau. Vereinzelt sind mehr oder weniger kompakte Bomben aus Alkalibasalt eingelagert. Die Textur des Gesteins ist richtungslos, schwamm- und schlackenartig. Es ist sehr porös, die Korngrößen sind je nach Mineralart unterschiedlich groß.
Das Michelnauer Schlackenagglomerat führt 64 Prozent glasige Grundmasse, 32 Prozent Zeolithe und undefiniertes Fremdmaterial, 2 Prozent Pyroxen, Akzessorien wie Olivin mit weniger als 2 Prozent. In den Porenräumen befinden sich Zeolithe. Der sichtbare Porenraum betrug 51 Prozent, wobei unförmige Porenräume größer sind und durch Zeolithe fast bis zur Hälfte aufgefüllt wurden.

## Gesteinsvorkommen und Steinbruch
Der Vogelsberg ist das größte geschlossene Basaltmassiv, in dem auch Vulkantuff und Schlackenagglomerat vorkommen. Andere Schlacken am hessischen Vogelsberg sind tongebunden. Das Michelnauer Gestein entstand vor Jahrmillionen durch den Ausbruch eines kleinen Vulkans und hat am Wingertsberg bei Nidda eine Mächtigkeit von 14 Metern.

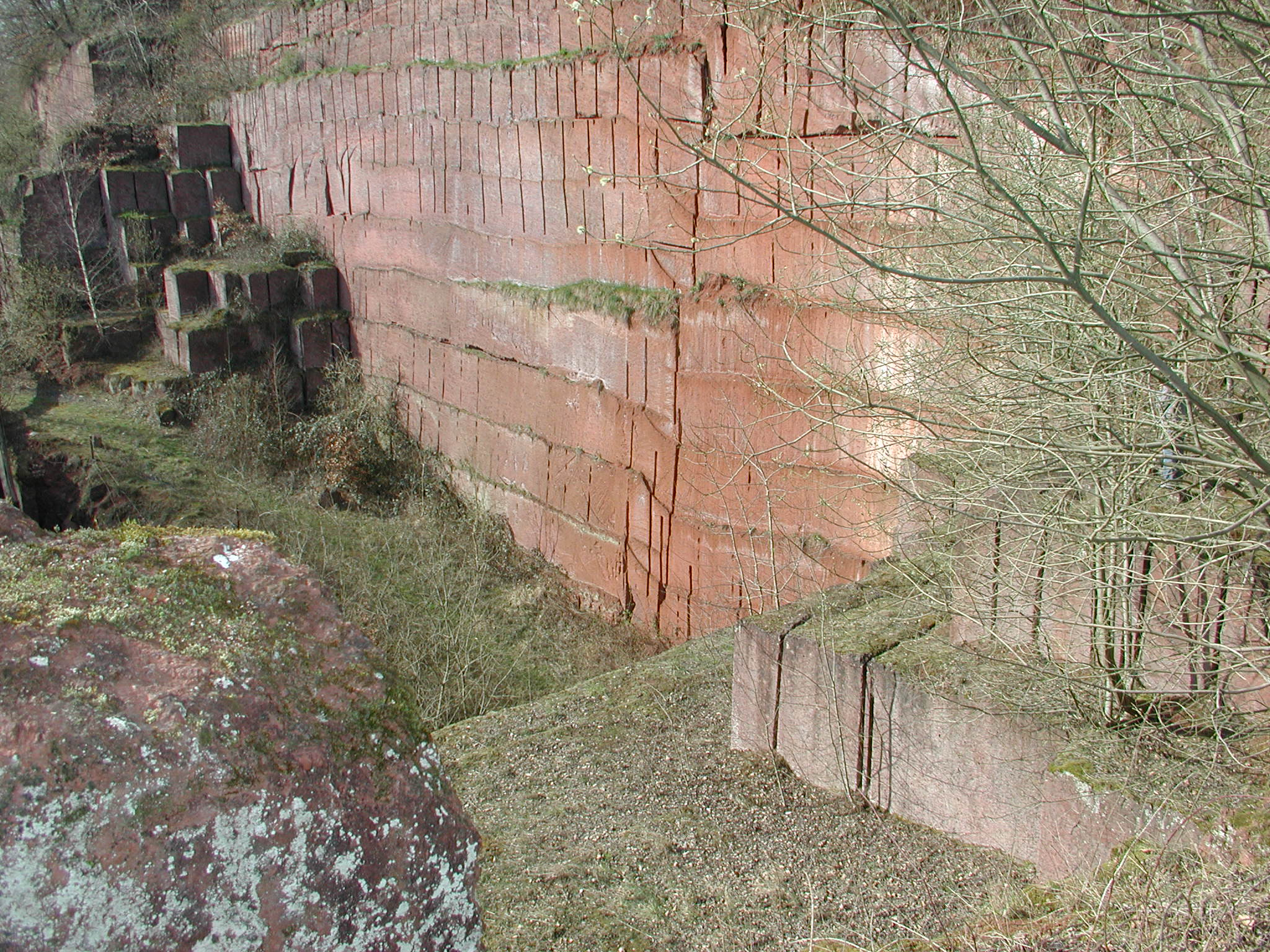
Hier wurde der Abbau eingestellt

Johann Weisel, Bauer und Wirt, begann im Jahre 1863 Steine auf dem Steinbruchgelände zu brechen.  Die Gewinnung dieses Gesteins war aufwendig. Aufgrund seiner Eigenschaften als Weichgestein konnten keine Sprengmitteln eingesetzt werden, da entweder die Explosionsenergie verpuffte oder sich das Gesteinsmaterial zu Trümmern und Schutt zersprengte. Daher mussten in körperlich schwerer Arbeit händisch Schlitze mit Äxten in die Gesteinswand geschlagen oder mit Hilfe einer Säge hergestellt werden. Mit diesem Gewinnungsverfahren konnte die Blockgröße entsprechend den Anforderungen frei gewählt werden. Die quaderförmigen Rohblöcke, die heute noch senkrecht in der Gesteinswand stehen, waren lediglich auf ihrer sechsten Seite bzw. Rückwand nach dem Freilegen von fünf Seiten fest verbunden. Es ist anzunehmen, dass die Blöcke mit Steinspaltwerkzeugen abgekeilt oder freigesägt wurden, bevor sie anschließend weiter verarbeitet wurden.
Mitte der 1990er Jahre wurde der Betrieb des Steinbruchs eingestellt. Er ist mittlerweile rundherum zugewachsen. Seit 2010 wird der Steinbruch als Geotop genutzt und ist im Rahmen von Führungen für die Öffentlichkeit zugänglich. Der Steinbruch ist in Privatbesitz. Sein äußerer Teil ist entlang eines beschilderten Rundwegs mit Aussichtsplattformen jederzeit öffentlich zugänglich. Es bieten sich hier sehenswerte Ausblicke auf die Aufschlusswände. Der Eingang des Steinbruchs ist verschlossen, das Betreten des Geländes gefährlich.

## Verwendung
Der Michelnauer Tuff wurde für Massivbauten als Mauerstein, für Brückenbauwerken, Kirchenbauten und Grabmale in der näheren Umgebung von Nidda verwendet. 

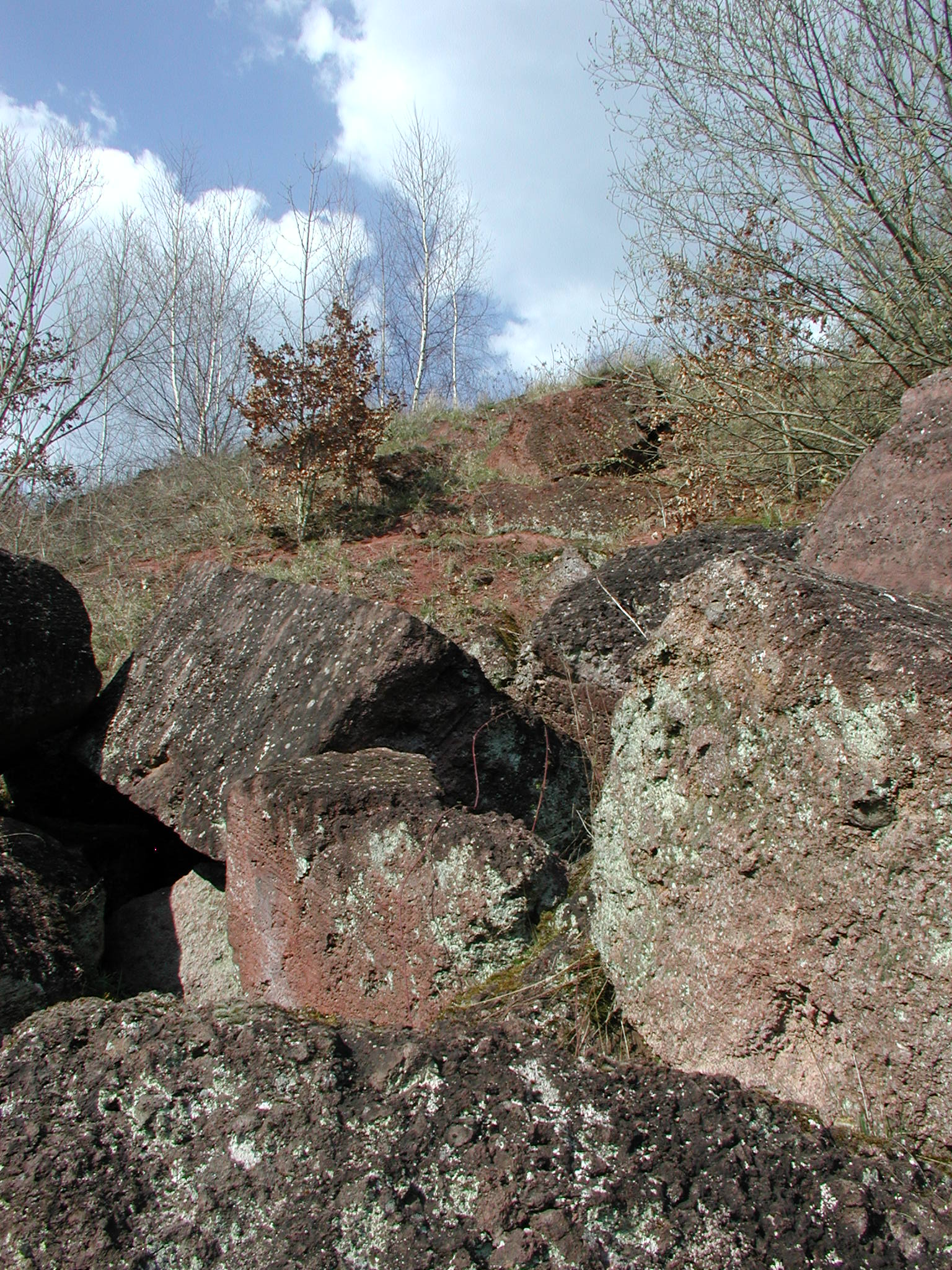
Lavagestein im ehemaligen Lavasteinbruch

Grabsteine auf dem Fuldaer Zentralfriedhof und dem Friedhof an der Ockershäuser Allee in Marburg zeigen zahlreiche Beispiele. An der Kirche in Schotten als Baustein, in Nürnberg als Fassadenverkleidung eines Supermarktes und bei einem Anbau des Historischen Rathauses in Köln fand dieses Schlackenagglomerat Verwendung. Steinbildhauer bevorzugten diesen Werkstein wegen seiner Farbe und seiner leichten manuellen Bearbeitung. Bekannt war die Skulptur des Berliner Bären aus Michelauer Tuff als 500-Kilometer-Meilenstein auf dem Weg nach (West)-Berlin, ferner als Ehrenmal an der Kestner-Schule in Wetzlar. In der evangelischen Kirche von Ober-Lais bestehen Altar, Taufstein, Kanzelpodest, Fußboden und Stufen des Chorraumes aus Michelnauer Tuff wie auch die Gedenkkreuze in der Kriegsgräberstätte Kloster Arnsburg, der Berliner Bärenbrunnen und Skulpturen vor dem Frankfurter Omega-Haus.
Früher wurde das Gestein auch als Backofenstein verwendet, da es hitzebeständig ist und die Wärme speichern kann. Im Unter-Widdersheimer Backhaus ist heute (2009) noch ein aus Michelnauer Tuff gebauter Backofen zu betrachten. Dieser Ofen wurde 1935 erbaut und wird anlässlich einer zweitägigen Feier jedes Jahr einmal in Betrieb gesetzt.
Michelnauer Tuff lässt sich leicht bearbeiten, die Druckfestigkeit wie auch die Verwitterungsbeständigkeit ist gering, er grust und sandet bei einem Verbau im Freien schnell ab. Wegen seiner Porosität stellt sich schnell Organismenbefall ein. Bei Verwendung als Naturstein ist lediglich ein Mattschliff und keine Politur erzielbar.